# المجمع المغلق 1294
المجمع المغلق 1294 هو المجمع الموكول بانتخاب بابا الكنيسة الكاثوليكية الجديد بعد استقالة البابا. انعقد مجمع الكرادلة لانتخاب البابا الجديد بدءًا من
23 ديسمبر 1294 وانتهى في 24 ديسمبر 1294. انتُخبَ بونيفاس الثامن ليكون البابا الجديد للكنيسة.